# Dixfield (condado de Oxford)
Dixfield es un lugar designado por el censo ubicado en el condado de Oxford en el estado estadounidense de Maine. En el Censo de 2010 tenía una población de 1.076 habitantes y una densidad poblacional de 484,2 personas por km².

## Geografía
Dixfield se encuentra ubicado en las coordenadas 44°32′42″N 70°27′15″O / 44.54500, -70.45417. Según la Oficina del Censo de los Estados Unidos, Dixfield tiene una superficie total de 2.22 km², de la cual 2.22 km² corresponden a tierra firme y (0%) 0 km² es agua.

## Demografía
Según el censo de 2010, había 1.076 personas residiendo en Dixfield. La densidad de población era de 484,2 hab./km². De los 1.076 habitantes, Dixfield estaba compuesto por el 97.12% blancos, el 0.09% eran afroamericanos, el 0.56% eran amerindios, el 0.19% eran asiáticos, el 0% eran isleños del Pacífico, el 0.37% eran de otras razas y el 1.67% pertenecían a dos o más razas. Del total de la población el 0.28% eran hispanos o latinos de cualquier raza.